# Charles Soldan
Pour les articles homonymes, voir Soldan.
Charles Soldan, né Charles-Henri Soldan le 20 mars 1855 à Lausanne et mort le 16 novembre 1900 à Lausanne, est une personnalité politique suisse, membre du Parti radical-démocratique. Avocat, il a également été juge cantonal et président du Tribunal fédéral,.

## Biographie
De confession protestante, Charles Soldan est originaire de Rüsselsheim (Empire allemand) puis, une fois naturalisé suisse en 1867, de Belmont-sur-Lausanne. Il est le fils de Gustave Soldan et d'Elise Weibel. Il reste célibataire.
Il fait des études de droit à l'université de Lausanne et à l'université de Leipzig et obtient sa licence et son doctorat en 1877. Stagiaire dans l'étude de Louis Ruchonnet en 1878, il pratique comme avocat à Lausanne entre 1879 et 1881 avant de devenir juge cantonal entre 1881 et 1888 (président du tribunal cantonal en 1884). Il démissionne de sa fonction après son élection au Conseil d'État. Membre du Parti radical-démocratique, il y est responsable du département de justice et police du 29 septembre 1888 au 3 février 1891,.
Juge au Tribunal fédéral de 1890 à 1900, il en devient le président de 1897 à 1898. Il est en outre chargé d'un cours public à l'université de Lausanne sur le droit fédéral entre 1891 et 1900 ; il est l'auteur de plusieurs travaux sur la jurisprudence et le co-auteur, avec Camille Decoppet, d'une étude sur l'histoire de la peine de mort en 1892. Il est de plus rédacteur du Journal des tribunaux entre 1888 et 1898.